# Cyclommatus multidentatus
Cyclommatus multidentatus es una especie de coleóptero de la familia Lucanidae.

## Distribución geográfica
Habita en Sikkim, Darjeeling y Assam en la  India.